# Ommundsholmen
Ommundsholmen est une île dans le landskap Sunnhordland du comté de Vestland. Elle appartient administrativement à Øygarden.

## Géographie
Rocheuse et désertique, elle s'étend sur environ 160 m de longueur pour une largeur approximative de 110 m. 